# Edsel Ford II
Edsel B. Ford II (Detroit, 27 de dezembro de 1948) é um executivo estadunidense. Ele é bisneto de Henry Ford, neto de Edsel Ford e filho de Henry Ford II. Ele serviu, por mais de trinta anos, no conselho administrativo da Ford Motor Company antes de se aposentar. Atualmente serve nos comitês de finanças e de sustentabilidade e inovação da empresa. Ele é primo do atual presidente da companhia, William Clay Ford Jr.